# Gint abshiri
Espèce
Gint abshiri est une espèce de scorpions de la famille des Buthidae.

## Distribution
Cette espèce est endémique de la région Somali en Éthiopie. Elle se rencontre vers Degehabur.

## Description
Le mâle holotype mesure 25,36 mm et la femelle paratype 27,62 mm.

## Systématique et taxinomie
Cette espèce a été décrite par Kovařík, Elmi et Šťáhlavský en 2024.

## Étymologie
Cette espèce est nommée en l'honneur de Samatar Mohamed Abshir.

## Publication originale
- Kovařík, Elmi & Šťáhlavský, 2024 : « Scorpions of the Horn of Africa (Arachnida, Scorpiones). Part XXXIII. Three new species of Gint from Ethiopia and Somaliland (Buthidae). » Euscorpius, no 392, p. 1-25 (texte intégral).